# Johannes Colerus

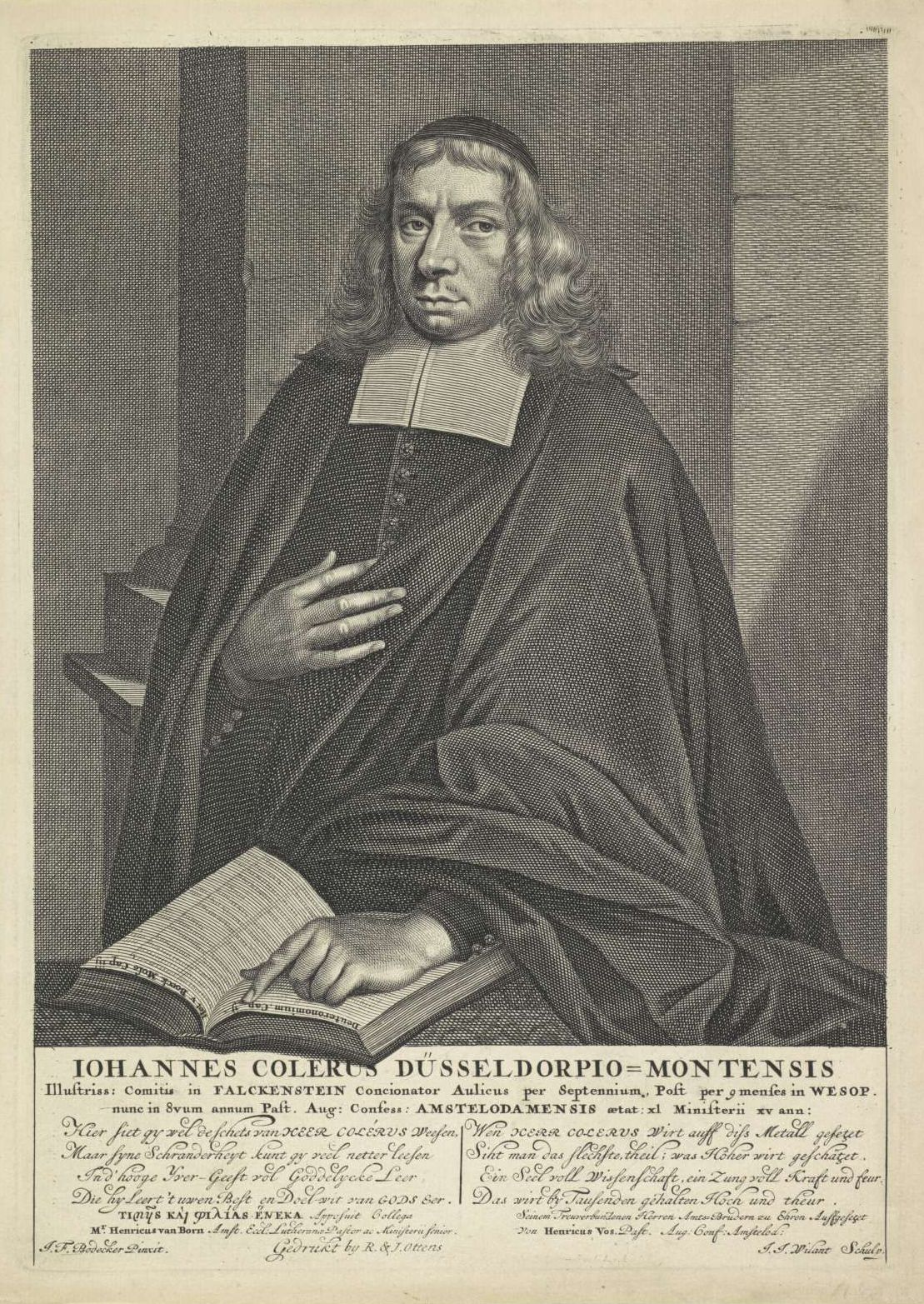
Johannes Colerus im Alter von vierzig Jahren, Kupferstich von Jan Jacobsz. Wielant nach einem Gemälde von Johann Friedrich Bodecker

Johannes Nicolaus Colerus (eigentlich Köhler; * 5. Januar 1647 in Düsseldorf; † 19. Juli 1707 in Den Haag) war ein deutscher evangelisch-lutherischer Theologe und einer der frühen Biographen des Philosophen Baruch de Spinoza.

## Leben
Johannes (Nicolaus) Köhler, der sich latinisiert Colerus nannte, wurde als Sohn des Strickers Johannes Nicolaus Köhler und dessen Ehefrau Maria, geborene Laufsatz, geboren. Nach dem Schulbesuch in Solingen und Dortmund bezog er 1665 die Universität Gießen, 1668 die Hohe Schule in Worms und ein Jahr später schließlich die Universität Straßburg. Nach Studienende begann er seine kirchliche Laufbahn 1671 als Pfarrer in Mülheim an der Ruhr, wo er zugleich das Amt eines Hofpredigers des Grafen von Daun-Falkenstein bekleidete. Im gleichen Jahr heiratete er Margaretha Alberti, mit der er zwei Töchter hatte. 1678 wurde er in die Niederlande berufen, wo er im Laufe der Zeit als hochdeutscher Prediger verschiedener lutherischer Gemeinden tätig war, zunächst in Weesp und ab 1679 in Amsterdam, wo er in kirchliche Streitigkeiten verwickelt wurde, in denen er sich im Sinne der Lutherischen Orthodoxie engagierte. Das gleiche widerfuhr ihm in Den Haag, wohin er 1693 berufen wurde. Dort starb er und wurde in der Kirche von Rijswijk begraben.

## Werk
Neben mehreren Predigten veröffentlichte Colerus eine Spinoza-Biographie, die weitgehend auf Zeugnissen von Zeitgenossen beruhte, die den Philosophen persönlich gekannt hatten. Sie erschien erstmals 1705 in niederländischer Sprache als Anhang zu einer im Vorjahr gehaltenen Predigt über die Auferstehung Jesu Christi und anschließend in zahlreichen Übersetzungen, so auch 1733 und 1734 in deutscher Sprache. Unter den anderen frühen Spinoza-Biographien sticht sie durch ihre ausgewogene und sachliche Darstellung hervor, wodurch sie das Bild des Philosophen nachhaltig prägte, insbesondere während der sogenannten Spinoza-Renaissance des 18. Jahrhunderts.

## Werke
- Leben des Bened. von Spinoza, aus denen Schrifften dieses beruffenen Welt-Weisens und aus dem Zeugniß vieler glaubwürdigen Personen, die ihn besonders gekannt haben, gezogen und beschrieben von Johann Colero, ehemaligen Prediger der Evangelischen Gemeinde in Haag; Nunmehro aber aus dem Frantzösischen ins Hoch-Teutsche übersetzet, und mit verschiedenen Anmerckungen vermehret [von Johann Faccius]. Frankfurt, Leipzig 1733 (Digitalisat). Reprint unter dem Titel: Das Leben des Benedict von Spinoza. In der alten deutschen Übersetzung mit Einleitung und Anmerkungen hrsg. von Carl Gebhardt. Weissbach, Heidelberg 1952.
- Iohannis Coleri, Vormahligen Lutherischen Predigers im Haag Wahrheit der Auferstehung Jesu Christi Wider B. de Spinoza und seine Anhänger vertheidiget: Nebst einer genauen Lebens-Beschreibung Dieses berüchtigten Philosophens, die man nicht so wol aus seinen eigenen Schrifften, als vielmehr aus vieler glaubwürdigen Leute mündliche Erzehlung, ... aufgesetzt; Aus Dem Holländischen Original und der Frantzösischen Ubersetzung verdeutscht, Mit benöthigten Anmerckungen und Register versehen von Wigand Kahler Der heiligen Schrift Licentiaten, wie auch derselben, Mathematic und Poesie Professore zu Rinteln. Meyer, Lemgo 1734 (Digitalisat).